# 早稻田鶴卷町
早稻田鶴卷町（日语：／ Waseda-tsurumakichō */?）是東京都新宿區的町名。未實施住居表示。人口5,165人（2013年8月1日）。郵遞區號為162-0041。

## 地理
位於新宿區北部。北接文京區關口一丁目，東鄰新宿區榎町、新宿區山吹町，南連新宿區早稻田町，西通新宿區戶塚町一丁目。東西向的早大通通過本町中央。以地域內新目白通的鶴卷町交差點為起點的外苑東通向南延伸。地域內多為住宅地，也有印刷、裝訂相關企業。

## 歷史
1300年（正安2年）至1460年（寛正元年），現在的元赤城神社是赤城神社的所在地，当時稱為田島村。江戶時代屬早稻田村，小名為鶴卷。1891年（明治24年）成立早稻田鶴卷町。早稻田大學開校後發展成學生街，「歐洲軒」（日语：ヨーロッパ軒）推出「醬汁豬排丼」（日语：ソースカツ丼）造成轟動。町內有許多學生的出租房（下宿屋）。井伏鱒二的『牛込鶴卷町』是記述自己的學生時代。

### 地名由來
元祿時期，小石川村放養的鶴飛到早稻田村對田地造成損害，因此當地出現鶴番人（守鶴人），因而得名。另有一說是，「鶴」的發音（ツル）在地名學上是「有水路的低地」，「卷」的發音（マキ）代表牧場，因此認為是來自此地的蟹川與牧場。

## 交通
町域內沒有鐵路車站，可利用東京地下鐵東西線早稻田站、東京地下鐵有樂町線江戶川橋站、都電荒川線早稻田停留所。

## 設施
- 早稻田大學研究開發中心
- 早稻田大學3號館
- 鶴卷南公園
- 早稻田大學前郵便局
- 牛込消防署早稻田出張所
- 元赤城神社
- 天祖神社

## 備註
1. ↑  『角川日本地名大辞典 13　東京都』、角川書店、1991年再版、P880
2. ↑  .   [2013-08-10]. （原始内容存档于2014-08-19）.

## 外部連結
- 新宿區役所 （页面存档备份，存于）